# Éphésiaques

Les Éphésiaques (en grec ancien Ἐφεσιακά / Ephesiaká), ou de manière plus complète les Récits éphésiens relatifs à Anthia et Habrocomès (Κατ' Ἄνθειαν καὶ Ἁβροκόμην Ἐφεσιακά / kat' Ántheian kaì Abrakómên Ephesiaká), sont un roman grec d'époque romaine, attribué à Xénophon d'Éphèse, auteur dont on ne sait pratiquement rien, et daté généralement du IIe siècle.

## Histoire du texte et de la traduction
Le texte nous est parvenu par un seul manuscrit conservé à Florence, le Laurentianus Conventi Soppressi 627 (XIIIe siècle), qui contient trois autres romans antiques (Daphnis et Chloé, Leucippé et Clitophon et Chéréas et Callirhoé). Organisé en cinq livres, il est assez court au regard de la multiplicité des épisodes du récit — et il est le plus court des romans grecs qui nous sont parvenus. Cependant, comme dans sa notice sur Xénophon d'Éphèse, la Souda parle d'un roman en dix livres (βιβλία ι’), on a pu supposer que la version conservée était abrégée — un épitomé —, mais rien n'est moins certain, d'autant plus que la notice pourrait présenter une erreur de numération et qu'il faille y lire non pas βιβλία ι’ (« dix livres ») mais βιβλία ε’ (« cinq livres »).
L'ouvrage est édité et traduit en latin pour la première fois en 1726 par Antonio Cocchi, et il est publié en français pour la première fois en 1736, sous le titre Les Ephesiaques de Xenophon Ephesien, ou les Amours d’Anthie et d’Abrocomas, traduits en françois [sic] , dans une traduction anonyme. Cette publication sera suivie par une seconde traduction en 1758, due à Jean-Baptiste Jourdan, intitulée Les Amours d’Abrocome et d’Anthia, histoire éphésienne, traduite de Xénophon par M. J.*.*.*, enrichie de figures en taille-douce, avec des notes sur la géographie, les mœurs et différens [sic] usages des Anciens. La première traduction ne connut pas de réimpression, contrairement à celle de Jourdan, qui parut six fois entre 1761 et 1797. L'édition de 1781 parut en Italie, à Lucques, preuve du succès de la traduction, dans une édition synoptique qui présentait sur deux pages en regard et en quatre colonnes, avec d'un côté, le texte grec de Cocchi et sa traduction latine, de l'autre une traduction en italien et celle de Jourdan.

## Résumé

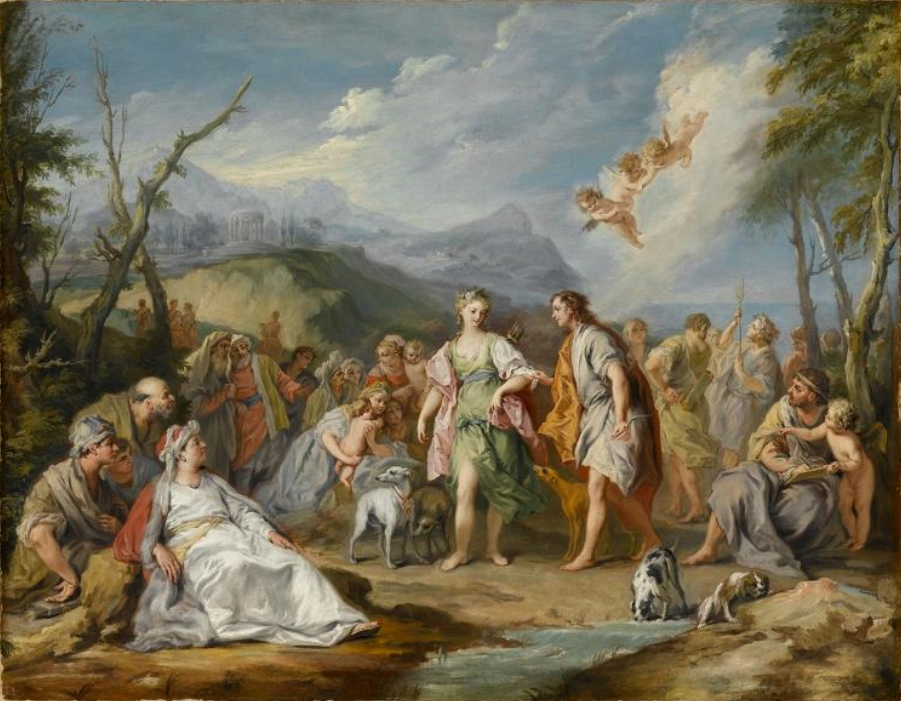
Jacopo Amigoni. La rencontre entre Habrocomès et Anthia, lors de la fête de Diane Artémis. 1744. Staatsgalerie Stuttgart.

Anthia et Habrocomès, deux adolescents d'Éphèse, sont amoureux l'un de l'autre. L'oracle d'Apollon de Colophon prédit qu'ils traverseront de nombreuses épreuves avant d'obtenir le bonheur. Pour qu'ils y échappent, leurs parents les marient rapidement et les envoient en Égypte. Cependant, ils sont capturés par des pirates près de Rhodes et emmenés à Tyr. Manto, fille d'Apsyrtos, le chef des pirates, tombe amoureuse d'Habrocomès. Mais repoussée par lui, elle se venge en l'accusant d'une tentative de viol. Habrocomès est soumis à la torture. Manto, mariée à un certain Mœris, part vivre avec lui à Antioche en emmenant Anthia, que lui a offerte son père ; elle la donne comme épouse à un chevrier nommé Lampon, qui accepte de ne pas consommer le mariage. Lorsque Mœris tombe amoureux d'Anthia, Manto devient folle de rage et commande à Lampon d'emmener la jeune fille dans la forêt pour la tuer. La prenant en pitié, le chevrier se contente de la vendre à des marchands de Cilicie. Leur navire fait naufrage, et les survivants, dont Anthia, sont capturés sur le rivage par le brigand Hippothoos.
Cependant Apsyrtos a découvert le mensonge de sa fille et il se repent en émancipant Habrocomès et en faisant de lui son intendant. Comme il apprend qu'Anthia a été vendue à des Ciliciens, le jeune homme part secrètement à sa recherche. Parallèlement, Anthia et ses compagnons d'infortune vont être sacrifiés à Arès par les brigands, mais ils sont secourus par Périlaos, le magistrat chargé de la police en Cilicie. Celui-ci tue ou capture tous les brigands, sauf Hippothoos qui parvient à s'enfuir. Périlaos emmène Anthia à Tarse et, tombé amoureux d'elle, la presse de devenir sa femme. Craignant un surcroît d'épreuves si elle refuse, Antiha accepte, mais demande un délai de trente jours.

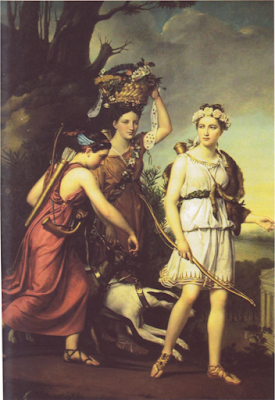
La belle Anthia. 1820, par Sophie Rude. Emplacement inconnu.

À son arrivée en Cilicie, Habrocomès rencontre Hippothoos avec qui il sympathise. Tous deux descendent deux dans une auberge à Mazacos, en Cappadoce, et là Hippothoos raconte à Habrocomès comment, né dans une famille noble de Périnthe, en Thrace, il a connu une histoire d'amour tragique avec un beau jeune homme de Byzance, Hyperanthès, histoire qui l'a conduit à commettre un meurtre, puis à se faire brigand après la mort accidentelle de son amant. Il raconte aussi à Habrocomès ce qu'est devenue Anthia. Habrocomès persuade alors son compagnon de l'aider à constituer une troupe pour aller reprendre son épouse à Périlaos. Pendant ce temps, le jour fixé pour le mariage d'Anthia approche. Mais celle-ci est allée voir le médecin Eudoxe, et lui a acheté ce qu'elle croit être un poison — et qui n'est en fait qu'un narcotique. Le soir de la noce, elle avale le produit et on la croit morte. Périlaos célèbre ses funérailles et dépose son corps dans un tombeau, où Anthia se réveille désespérée d'être encore en vie, décidant alors de se laisser mourir. Mais le tombeau est visité par des pillards qui la capturent et l'emmènent vers Alexandrie pour la vendre comme esclave. Habrocomès, arrivant à Tarse avec Hippothoos et sa nouvelle bande, apprend le sort de son épouse ; laissant Hippothoos et les autres ivres morts, il s'embarque à destination d'Alexandrie.
On vend Anthia est vendue à un prince indien nommé Psammis, auquel elle parvient à faire croire qu'elle est consacrée à Isis et qu'il ne peut la toucher avant un an sans encourir la colère de la déesse. Le navire où s'est embarqué Habrocomès, accostant en Égypte, est attaqué par des bandits, les « Bergers » ; tout l'équipage est vendu dans la cité de Péluse, où le jeune homme devient l'esclave d'un certain Araxos, dont la femme très laide, appelée Cyno (« Chienne »), tombe amoureuse de lui et empoisonne son mari pour l'épouser. Comme Habrocomès s'enfuit, Cyno, dépitée, l'accuse du meurtre d'Araxos. Le jeune homme est promptement arrêté et conduit à Alexandrie pour y être exécuté. Mais deux tentatives de le mettre à mort (sur une croix, puis un bûcher) échouent sous l'effet des éléments naturels, si bien que le gouverneur croit à un miracle. Il lui fait raconter son histoire, et finalement l'aide à embarquer pour la Sicile pour continuer ses recherches. Quant à Cyno. elles est arrêtée et crucifiée. 

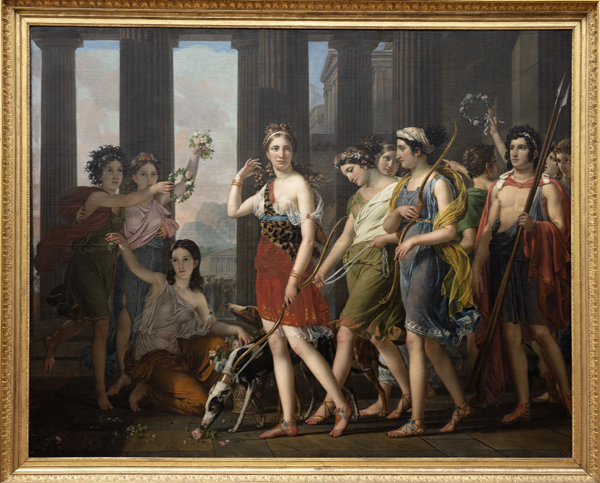
Joseph Paelinck. La belle Anthia se dirige vers le temple de Diane à Ephèse à la tête de ses compagnes. 1820. (Livre I, chap. 2) Musée des Beaux-Arts de Gand.

De leur côté, Anthia et Psammis sont partis en Éthiopie. Or Hippothoos et sa bande, ayant quitté la Cilicie, se sont justement installés près de la ville de Coptos, à la frontière entre l'Égypte et l'Éthiopie, où ils détroussent les voyageurs, parmi lesquels Psammis et Anthia. Le premier est tué, et la seconde capturée, sans qu'Hippothoos puisse la reconnaître, puisqu'il ne l'a jamais vue. Un des brigands veut violer la jeune femme, qui le transperce avec une épée. Hippothoos la fait alors placer dans une fosse avec deux molosses, en défendant qu'on leur donne à manger. Mais le bandit chargé de monter la garde a pitié d'elle et lui jette de la nourriture. Et il va même la libérer, profitant de ce qu'Hippothoos et les autres sont partis attaquer un village. Mais ceux-ci sont défaits par une troupe que le gouverneur d'Égypte a envoyée. Une fois encore, seul en réchappe Hippothoos, qui s'enfuit en direction de la Sicile. Anthia, elle, est emmenée à Alexandrie, et l'officier commandant la troupe, Polyidos, tombe amoureux d'elle. L'épouse de celui-ci s'en aperçoit et fait enlever Anthia par un esclave, qui l'emmène à Tarente et la vend à un tenancier de bordel. Pour échapper à la prostitution, Anthia feint l'épilepsie.
Pendant ce temps, Habrocomès a débarqué à Syracuse et il loge chez un vieux pêcheur, qui lui raconte sa propre histoire d'amour avec sa femme, commencée dans leur Sparte natale d'où il l'a enlevée à son père pour se réfugier avec elle en Sicile ; elle est morte peu de temps auparavant, il l'a fait momifier et continue à vivre avec elle comme si elle était vivante. Ensuite Habrocomès passe en Italie et devient tailleur de pierre à Nocera. Cependant Hippothoos, arrivé en Sicile, a séduit une vieille femme riche qu'il a épousée et dont il a hérité après sa mort très rapide. Il s'est mis en couple avec un jeune homme, Clisthène, et tous deux sont partis pour l'Italie. À Tarente, il rencontre Anthia, qu'il reconnaît cette fois, et qui lui raconte toute son histoire, y compris son lien avec Habrocomès. Il la rachète au proxénète et la ramène à Éphèse. Pendant ce temps, Habrocomès, las, a décidé lui aussi de rentrer. Sur le chemin d'Éphèse, ils se retrouvent tous à Rhodes (y compris d'anciens compagnons de servitude à Tyr et Antioche). Anthia et Habrocomès, enfin réunis, peuvent se jurer qu'ils se sont restés fidèles. Tout le monde part pour Éphèse. Là, des sacrifices d'actions de grâce sont adressés à Artémis, les deux époux organisent les funérailles de leurs parents décédés entretemps. et tous les personnages continueront à vivre heureux.    

### Édition
- Xénophon d'Éphèse, Les Éphésiaques ou le Roman d'Habrocomès et d'Anthia, éd. bilingue français-grec, texte, introduction et traduction Georges Dalmeyda, Paris, Les Belles Lettres, Collection des universités de France, 1926 (réimpr. 2018), 154 p.  (ISBN 978-2-251-00346-7)

### Études
- Marie-Françoise Baslez, « L'idée de noblesse dans les romans grecs », Dialogues d'histoire ancienne, vol. 16, no 1,‎ 1990, p. 115-128 (lire en ligne)
- François Jacquesson (CNRS), « Les Ephésiaques de Xénophon d’Éphèse et le temps du roman », 2019, 20 p. [lire en ligne (page consultée le 20 novembre 2022)]
- David Konstan, « Le courage dans le roman grec : de Chariton à Xénophon d’Éphèse, avec une référence à Philon d’Alexandrie », dans Bernard Pouderon, Cécile Bost-Pouderon (dir.), Passions, vertus et vices dans l'ancien roman (Actes de colloque), Lyon, Maison de l'Orient et de la Méditerranée Jean Pouilloux, coll. « Maison de l'Orient méditerranéen ancien / littéraire et philosophique n° 42 », 2009 (lire en ligne), p. 117-126
- (en) James N. O'Sullivan, Xenophon of Ephesus: His Compositional Technique and the Birth of the Novel, Berlin - New York, Walter de Gruyter, coll. « Untersuchungen zur antiken Literatur und Geschichte » (no 44), 2012 (1re éd. 1995), 225 p. (ISBN 978-3-110-14310-2)
- Suzanne Saïd, Monique Trédé, Alain Le Boulluec, Histoire de la littérature grecque, Paris, PUF, coll. « Quadrige Manuels », 2019 [4e éd. mise à jour], 724 p. (ISBN 978-2-130-82079-6), p. 502; 504; 505; 507; 510-511